# Камерино (Вибо Валенција)
Камерино је насеље у Италији у округу Вибо Валенција, региону Калабрија.
Према процени из 2011. у насељу је живело 134 становника. Насеље се налази на надморској висини од 604 м.